# Рогер, Юлиус

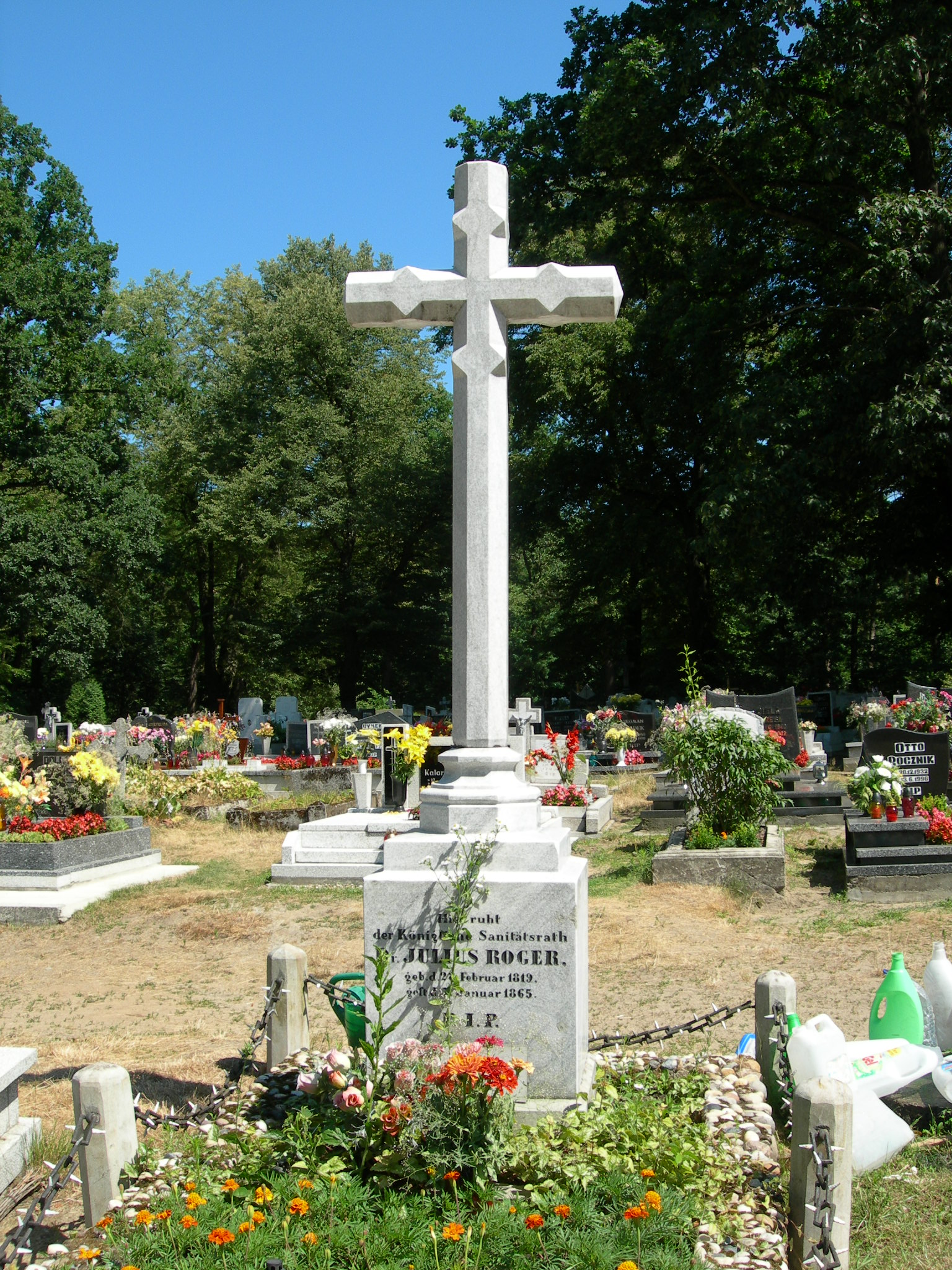
Могила Ю. Рогера (1819—1865)

Юлиус (Юлиуш) Рогер (нем. Julius Roger; пол. Juliusz Roger; 1819—1865) — немецкий энтомолог, врач, поэт и фольклорист, основатель госпиталей в Groß Rauden (Pilchowitz) и в Рыбнике (город в южной Польше, в Силезском воеводстве). Работал в городе Рацибуж в Верхней Силезии. Открыл около 400 новых видов насекомых, в том числе, жуков и муравьёв.
Вместе с немецким энтомологом профессором Густавом Крацем (1831—1909) заложил основы коллекции будущего Германского энтомологического института (German Entomological Institute).
Также, Рогер был известным фольклористом, собирателем народных песен (его коллекция превышает 546 песен, баллад крестьян, фермеров, охотников, цыганских, свадебных, любовных, пасторальных и других). В 1863 году в Бреслау была издана его книга «Volkslieder der Oberschlesier» (Народные песни верховых силезцев).

## Биография
Родился 23 февраля 1819 года в Нидерштотцинген около Ульма в Германии. В 1839 году окончил гимназию в Аугсбурге. Изучал медицину и философию в Мюнхене и Тюбингене. В 1843 году получил степень доктора медицины, собирался специализироваться на офтальмологии в Тюбингенском университете, но жизнь сложилась иначе. С 1847 он в связи с эпидемией сыпного тифа в Верхней Силезии был приглашён на медицинскую службу у герцога Виктора I Морица Карла Фридриха Вальденбург-Шиллингсфюрште (1818—1893). Чтобы углубить свои знания, выезжал в 1847/1848 в Париж, а в 1852 году в Англию. Рогер был при герцоге Викторе I назначен Королевским надворным советником, со всей Европы собирал деньги для строительства больниц. Одна из них, достроенная уже после трагической гибели Рогера была названа в его честь «Санкт-Юлия» («św. Juliusza»). Юлий Рогер стал героем первого эпизода сериала «Тайна Силезии», подготовленным Павлом Полоком (Pawła Poloka) и показанным по телевидению Силезии.
Умер 7 января 1865 года в 45 лет во время охоты в герцогском ратиборском лесу от апоплексического удара. Похоронен 11 января в Groß Rauden в Силезии.

## Некоторые труды
В области мирмекологии внёс вклад в исследование понериновых муравьёв в серии своих таксономических статей (1859, 1860, 1862a, 1862b). Им выделен род крупнейших в мире муравьёв Dinoponera Roger, описаны малый огненный муравей, рода Discothyrea Roger, Leptogenys Roger, Platythyrea Roger, Proceratium Roger и другие. Также он стал первым энтомологом, скорректировавшим ошибки крупного английского систематика Фредерика Смита.
- Roger, J. 1857. Einiges über Ameisen. Berl. Entomol. Z. 1: 10-20
- Roger, J. 1859. Beiträge zur Kenntniss der Ameisenfauna der Mittelmeerländer. I. Berl. Entomol. Z. 3: 225—259
- Roger, J. 1860. Die Ponera-artigen Ameisen. Berl. Entomol. Z. 4: 278—312
- Roger, J. 1861a. Die Ponera-artigen Ameisen (Schluss). Berl. Entomol. Z. 5: 1-54
- Roger, J. 1861b. Myrmicologische Nachlese. Berl. Entomol. Z. 5: 163—174
- Roger, J. 1862a. Einige neue exotische Ameisen-Gattungen und Arten. Berl. Entomol. Z. 6: 233—254
- Roger, J. 1862b. Beiträge zur Kenntniss der Ameisenfauna der Mittelmeerländer. II. Berl. Entomol. Z. 6: 255—262
- Roger, J. 1862c. Synonymische Bemerkungen. 1. Ueber Formiciden. Berl. Entomol. Z. 6: 283—297
- Roger, J. 1863a. Die neu aufgeführten Gattungen und Arten meines Formiciden-Verzeichnisses nebst Ergänzung einiger früher gegebenen Beschreibungen. Berl. Entomol. Z. 7: 131—214
- Roger, J. 1863b. Verzeichniss der Formiciden-Gattungen und Arten. Berl. Entomol. Z. 7B Beilage: 1-65